# Communauté rurale de Khelcom Birane
La communauté rurale de Khelcom Birane est une communauté rurale du Sénégal située à l'ouest du pays. 
Elle fait partie de l'arrondissement de Mbadakhoune, du département de Guinguinéo et de la région de Kaolack.

## Villages
En 2008 la communauté rurale est constituée de 23 villages:
1. Bac Sambadior
2. Daga Sambaré
3. Darou Bac
4. Diaglé  Ngor
5. Diomkhel Keur Ballé
6. Keur samba
7. Khayokh
8. Khelcom Birane
9. Likème
10. Ndoffane Coly
11. Ndoffane Mbagnick
12. Ndoffane Tanwar
13. Ndoubor
14. Nguécokh
15. Peul Ngadiari
16. Sagnar
17. Same
18. Satéwali
19. Thiacalar
20. Thilongane
21. Touba Diaglé
22. Touba Khayokh
23. Wardiakhal